# Marktkirchhof 11 (Quedlinburg)

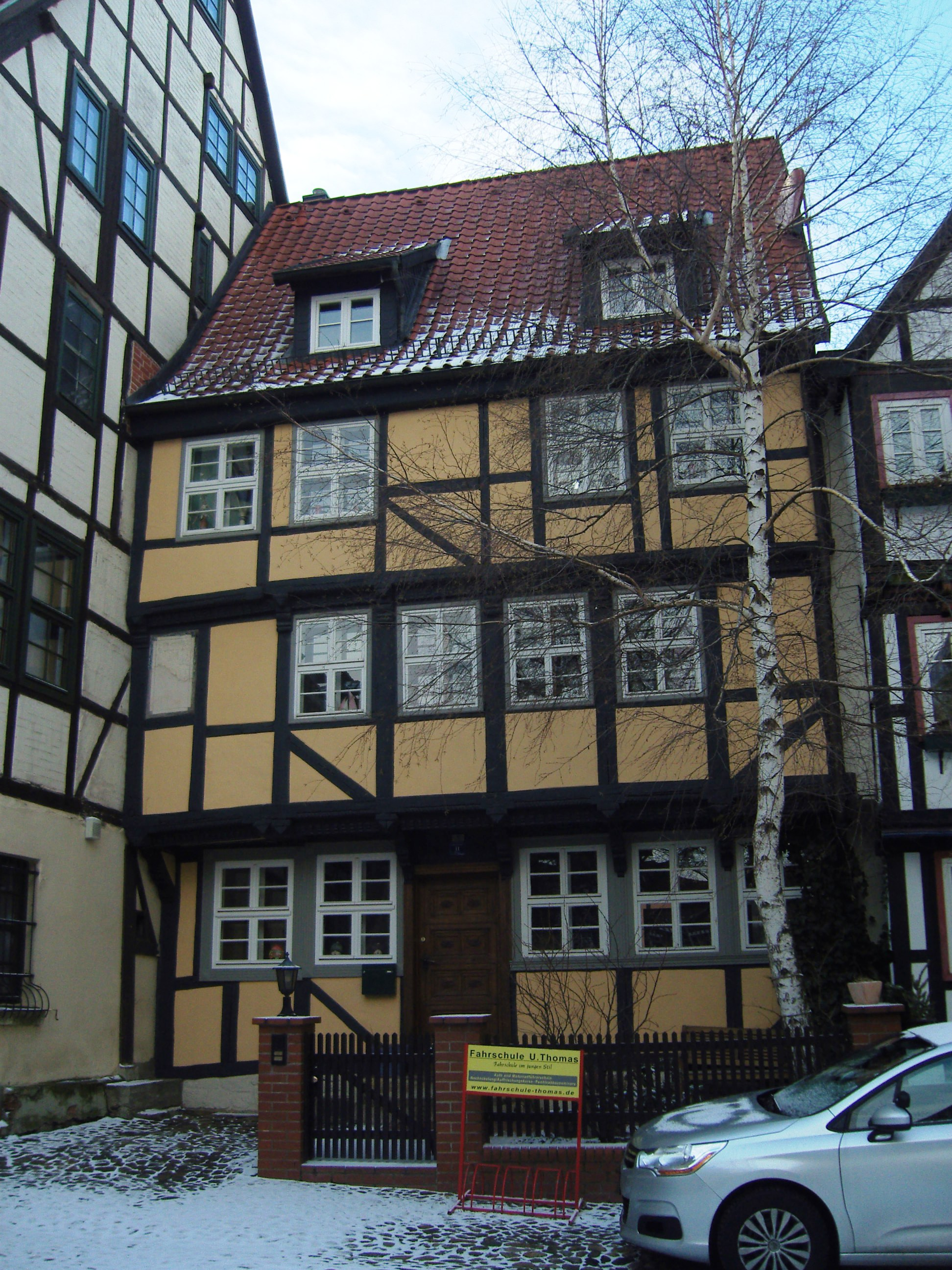
Haus Marktkirchhof 11

Das Haus Marktkirchhof 11 ist ein denkmalgeschütztes Gebäude in der Stadt Quedlinburg in Sachsen-Anhalt.

## Lage
Es befindet sich in der historischen Quedlinburger Altstadt, nördlich des Marktplatzes der Stadt. Das im Quedlinburger Denkmalverzeichnis als Wohnhaus eingetragene Gebäude befindet sich an der Südwestecke des Marktkirchhofs und gehört zum UNESCO-Weltkulturerbe. Südlich grenzt das gleichfalls denkmalgeschützte Haus Marktstraße 15, nördlich das Haus Marktkirchhof 12 an.

## Architektur und Geschichte
Das dreigeschossige Fachwerkhaus stammt aus der Zeit um 1660 und weist die für die Bauzeit typischen Verzierungen auf. Die oberen Geschosse kragen jeweils etwas vor.